# Pyxicephalus adspersus

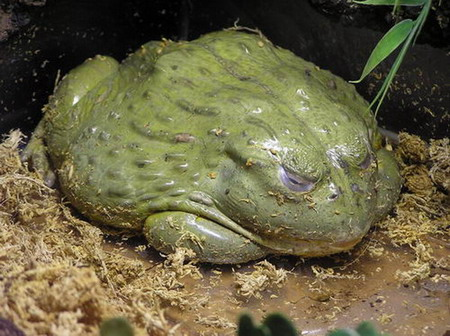

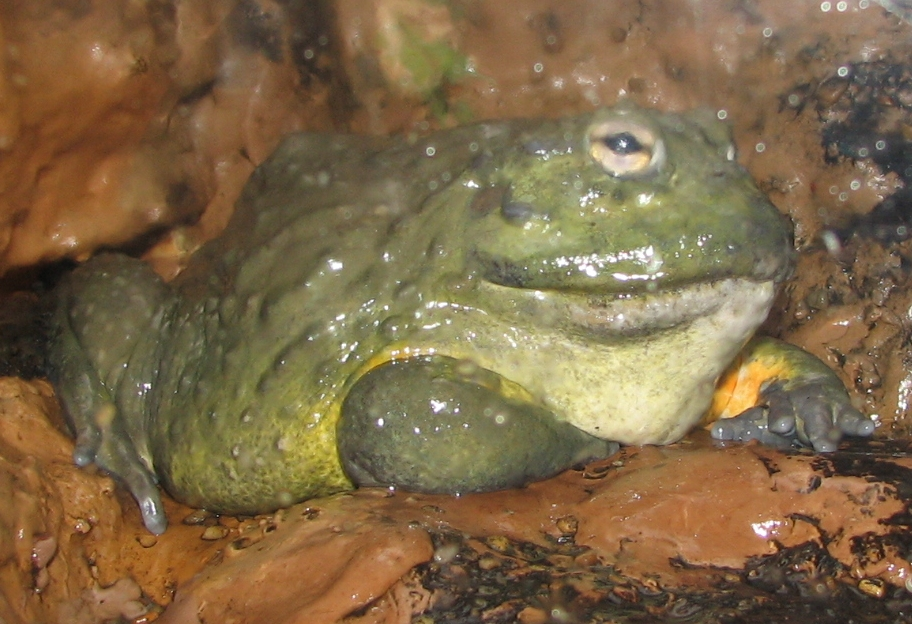

La rana toro africana (Pyxicephalus adspersus) es una especie de rana de la familia Pyxicephalidae.

## Distribución y hábitat
Se encuentra en el sur de Angola, Botsuana, Kenia, Malaui, el oeste de Mozambique, Namibia, Sudáfrica, Suazilandia, Tanzania, Zambia, Zimbabue y, posiblemente en la República Democrática del Congo. 